# Treschklingen
Treschklingen ist ein Dorf im Landkreis Heilbronn, das seit dem 1. Januar 1971 zur Stadt Bad Rappenau gehört. In reichsritterschaftlicher Zeit war der Ort im Besitz der Freiherren von Gemmingen, deren Gutshof die Grundlage der Wirtschaft im Dorf war. Zu nennenswerter Industrie- oder Gewerbeansiedlung kam es nicht. Der Ort ist heute Wohnort für Pendler in die umliegenden Orte.

## Geografie
Treschklingen liegt in der hügeligen Flurlandschaft des Kraichgaus etwa zwei Kilometer südwestlich der Stadtgrenze von Bad Rappenau im Tal des Böllinger Bachs an dessen oberstem Namensabschnitt Krebsbach, der wenig unterhalb dann zunächst als Treschklinger Bach weiterläuft.

## Geschichte

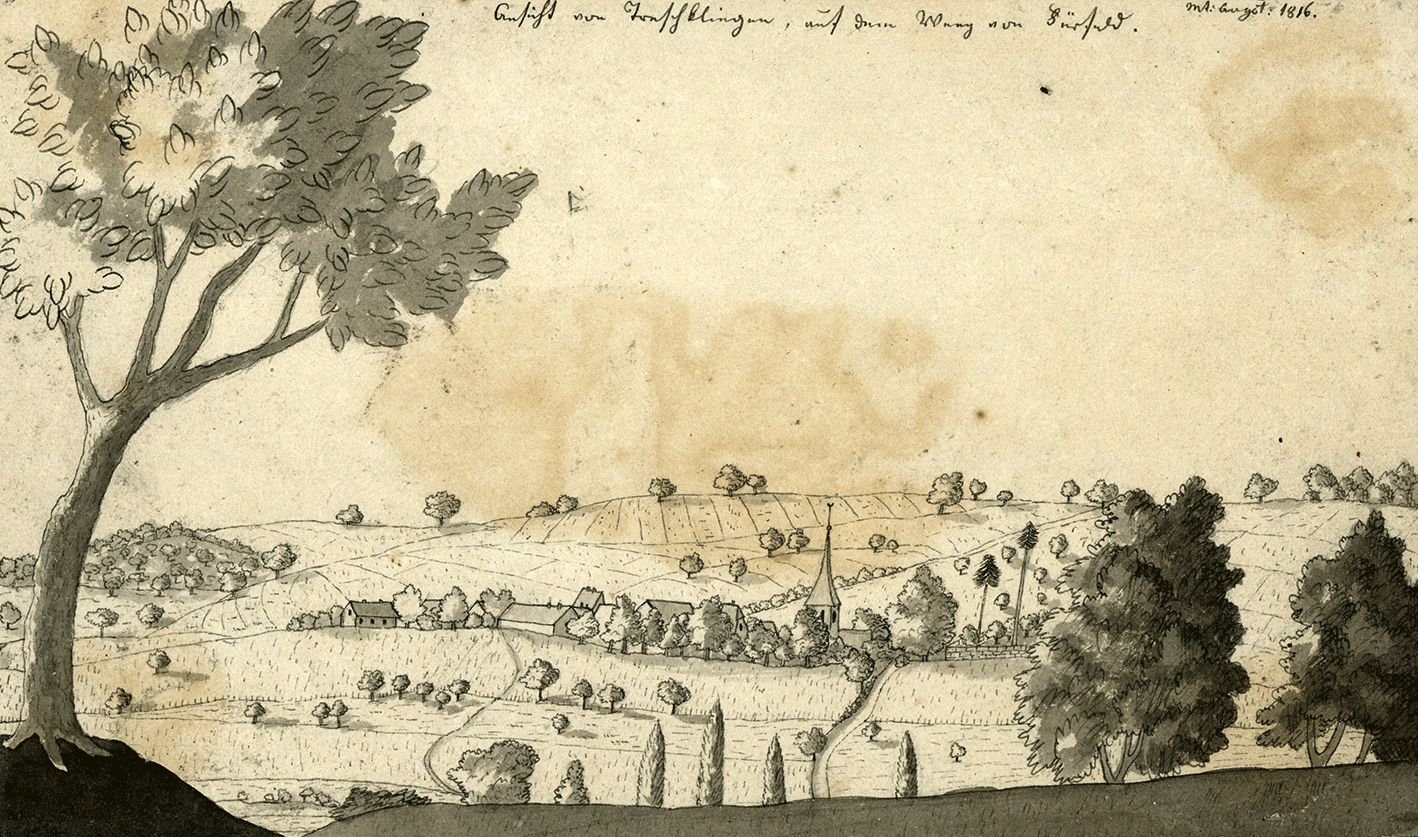
Ansicht von Treschklingen 1816

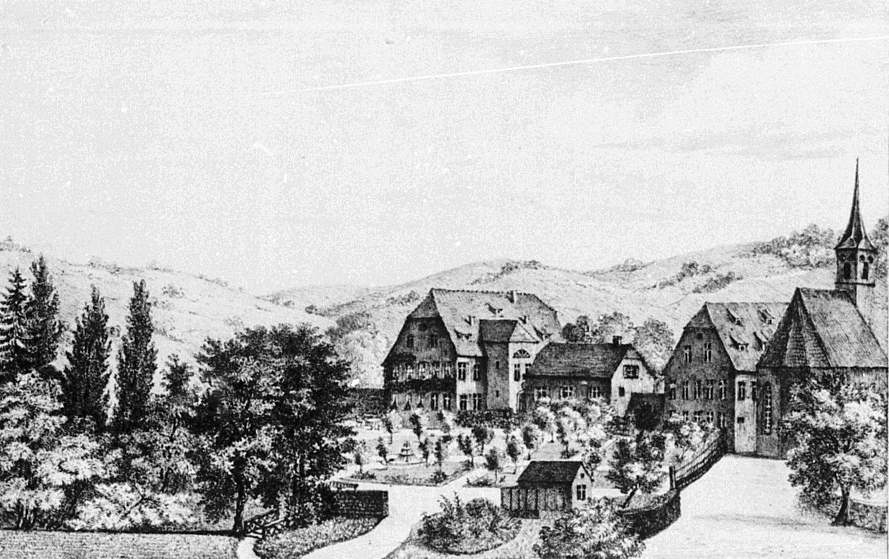
Schloss und Kirche von Treschklingen im 19. Jahrhundert

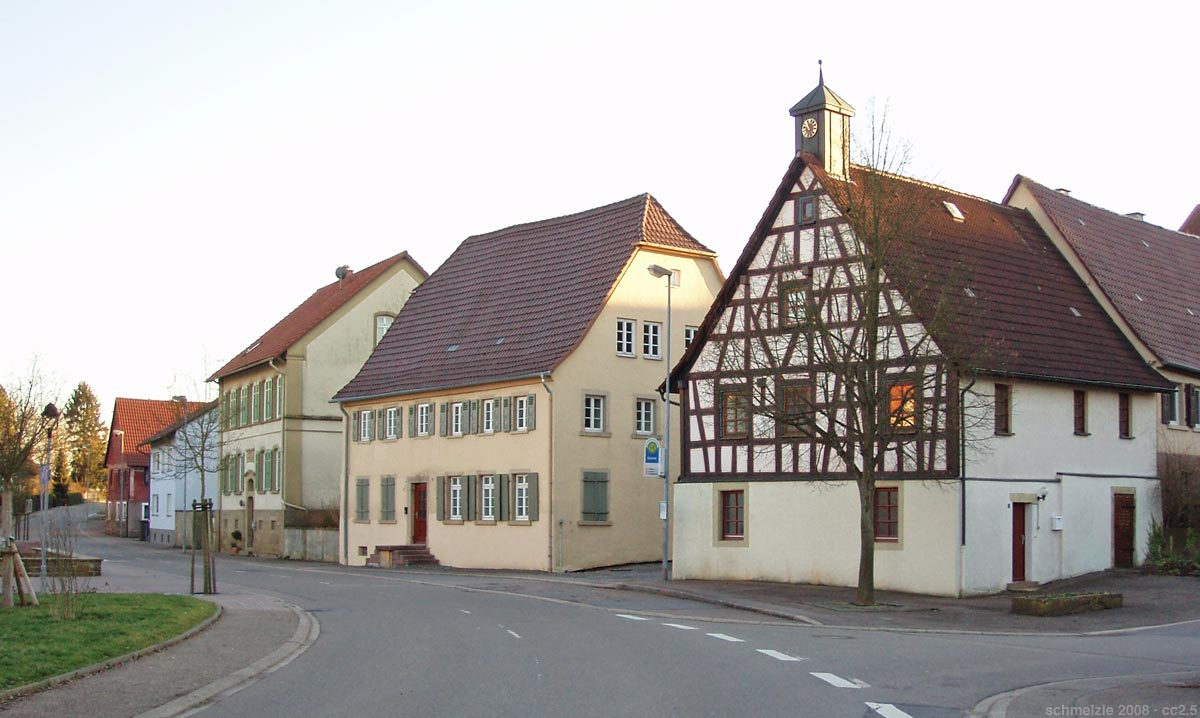
Ortsmitte von Treschklingen mit altem Rathaus und Pfarrhaus

Archäologische Untersuchungen brachten auf der Gemarkung von Treschklingen Funde aus der Zeit der Bandkeramiker am Südhang des Galgenbergs sowie Grabhügel aus der Eisenzeit und eine Villa rustica aus der Römerzeit an der Gemarkungsgrenze zu Fürfeld zu Tage.
Der Zeitpunkt und Ursprung der neuzeitlichen Besiedlung des Ortes ist unbekannt, nach den bisherigen Bodenfunden war eine mittelalterliche Burg im Bereich des späteren Treschklinger Gutshofs der Siedlungskeim. Der Ortsname erscheint in alten Urkunden in unterschiedlichen Formen wie Eßklingen, Dressklingen usw. und ist nicht sicher zu deuten; mit der Klinge ist ohne Zweifel die Geländeform Klinge gemeint, die Vorsilbe aber könnte vom Laubbaum Esche, von einem Saatfeld (mhd. ezzich) oder von der Asche einer Brandrodung herrühren.
Ein Adelsgeschlecht der Frey von Treschklingen wird im späten Mittelalter mehrfach erwähnt, vermutlich handelte es sich um Verwandte oder Nachfahren der edelfreien Herren von Bonfeld, wo die Frey auch begütert waren. Mit einem Degenhart Frie von Dresklingen, der 1368 erwähnt wird, taucht auch erstmals der Name des Ortes in Urkunden auf. 1412 wird ein Peter Münch von Rosenberg als Schwiegersohn des Eberhard Frey genannt. Über ihn kam der Ort an die Herren Münch von Rosenberg, während der Zehnte und das Patronatsrecht an das Stift Wimpfen gelangten. Ein Hans Münch von Rosenberg bekannte 1446 den Empfang der Güter in Treschklingen und Bonfeld vom Bistum Worms. 1459 wurde Wilhelm von Neideck mit dem Ort belehnt, 1470 seine Erben Eberhard und Dieter von Neideck. 1516 kaufte Bastian von Helmstatt den Ort von den Herren von Neideck. Nach den Herren von Helmstatt erwarb 1538 Eberhard von Gemmingen zu Bürg (um 1500–1572) das wormsische Lehen über den Ort, zusammen mit der hohen und niederen Gerichtsbarkeit. Die Freiherren von Gemmingen hatten dann bis zum Ende der Reichsritterschaft 1806 die Ortsherrschaft inne.
Im Ort standen zeitweise zwei Burgen. 1470 werden eine alte und eine neue Burg in einer Urkunde erwähnt. Die beiden Herrensitze finden noch bis ins späte 18. Jahrhundert in Lehensbeschreibungen Erwähnung. Die einstige Neue Burg erbaute Bastian von Helmstatt um 1520 aus Holz auf einem alten Burgstall der Frey von Treschklingen, sie war schon vor dem Dreißigjährigen Krieg sehr baufällig und ist während dieses Krieges völlig verfallen. 1588 ersetzte Reinhard von Gemmingen (1532–1598) die Alte Burg durch eine „ganz neue steinerne Behausung“, die im Pfälzischen Erbfolgekrieg zerstört wurde und als Ruine noch bis 1744 bestand. Reinhard ließ 1582 auch die Treschklinger Kirche erneuern und begründete die Linie Treschklingen der Freiherren von Gemmingen, die ihren Wohnsitz jedoch zumeist an anderen Orten hatte und den Gutshof in Treschklingen durch einen Meier verwalten ließ.
Erst Sigmund Johann Nepomuk von Gemmingen (1777–1843) bewirtschaftete von 1803 bis 1813 den Gutshof wieder selbst und bezog das 1802 erbaute Amtshaus als Herrensitz, woraufhin er bereits 1806 ein neues Amtshaus und 1839 die Gruftkapelle der Freiherren von Gemmingen erbauen ließ. Sein Sohn Sigmund Reinhard von Gemmingen bewirtschaftete ab 1844 ebenfalls das Schlossgut und machte sich vor allem um den Anbau von Zuckerrüben verdient. 
1806 kam Treschklingen als selbstständiges Dorf an das Großherzogtum Baden und war zunächst dem Oberamt Waibstadt, ab 1814 dem Bezirksamt Neckarbischofsheim und ab 1864 dem Bezirksamt und nachmaligen Landkreis Sinsheim unterstellt. 1825 wurden 360 Einwohner gezählt, 1852 wurde mit über 500 Einwohnern ein Höchststand der Bevölkerungszahl erreicht, danach fiel sie wegen Auswanderung und Abwanderung in die Stadt bis in die Mitte des 20. Jahrhunderts. 
Im Sommer 1868 ereignete sich eine Serie von Brandstiftungen in Treschklingen. Am 24. Juli 1868 brach gleich zweimal Feuer im Amtshaus aus, konnte jedoch beidesmal schnell gelöscht werden. Am 28. Juli brannten die großen Meiereigebäude des Schlossguts nieder. Am 8. August musste die Feuerwehr den brennenden Dachstuhl eines Wohnhauses an der Steige löschen, zwei Tage später brannte eine benachbarte Scheune nieder und setzte dabei die Dachstühle von zwei weiteren Häusern in Brand. Ein Bericht von der Hand des damaligen Ratsschreibers Jakob Friedrich Bengel über die Brandserie hat sich erhalten, als Brandstifter wurde ein 11-jähriger Knabe überführt, der aufgrund seines Alters straffrei ausging und nach dreijährigem Aufenthalt in der Besserungsanstalt 1871 wohl mit einem Onkel nach Amerika auswanderte.
Von 1896 bis 1952 war der Gutshof an die Zuckerfabrik in Waghäusel bzw. die Südzucker verpachtet. Der Gutshof bestimmte lange Zeit und bis in die zweite Hälfte des 20. Jahrhunderts hinein das Bild und das Leben des Dorfes. Industrie hat sich in Treschklingen keine angesiedelt, so dass abgesehen von Handwerksberufen und bäuerlichen Familienbetrieben die Arbeit als Tagelöhner auf dem Gutshof die einzige Erwerbsquelle im Ort war.
1939 wurden etwa 290 Einwohner gezählt, Ende 1945 waren es 340. 1954 wurde Gustav Freiherr von Gemmingen-Hornberg (1925–2005), der den Gutshof ab 1952 selbst bewirtschaftete, zum Bürgermeister der Gemeinde gewählt. Er blieb bis zur Eingemeindung des damals etwa 470 Einwohner zählende Ortes nach Bad Rappenau am 1. Januar 1971 im Amt. Treschklingen kam mit Bad Rappenau bei der Kreisreform 1973 schließlich zum Landkreis Heilbronn. Auf Gustav von Gemmingen geht im Wesentlichen die Gestalt des heutigen Ortsbildes zurück. Unter seiner Leitung wurden in den 1950er und 1960er Jahren die Neubaugebiete Hinterm Schafhaus, Gumpäcker, Brunnenberg, Stolzeneck, Steige und Klinge ausgewiesen, auf von ihm geschenkten Grundstücken entstanden die Schule und der Sportplatz des Ortes und auf der Fläche der auf seine Veranlassung hin 1990 abgerissenen Wirtschaftsgebäude des Gutshofs entstand Mitte der 1990er Jahre die neue Ortsmitte mit Bürgerzentrum und moderner Wohnbebauung. Der Ort ist mangels Gewerbeansiedlung insbesondere Wohnort für Pendler in die umliegenden Ortschaften.

### Religion
Kirchlich war Treschklingen zunächst eine Filialgemeinde von Bonfeld, nach der Reformation eine selbstständige Pfarrei, von 1626 bis 1738 Filiale von Rappenau, anschließend wieder eigene Pfarrei, die ab 1753 eine Filiale in Babstadt unterhielt.

## Wappen
Das Wappen von Treschklingen zeigt ein naturfarbenes Fass und gekreuzte weiße Kornfruchtstände auf rotem Schild. Das Wappen entstand 1956 aus der Kombination verschiedener Symbole, die Treschklingen im 19. Jahrhundert in Siegeln geführt hatte. Zuvor wurde ein grün-weiß geteilter Schild mit den Buchstaben „TK“ verwendet.

## Sehenswürdigkeiten

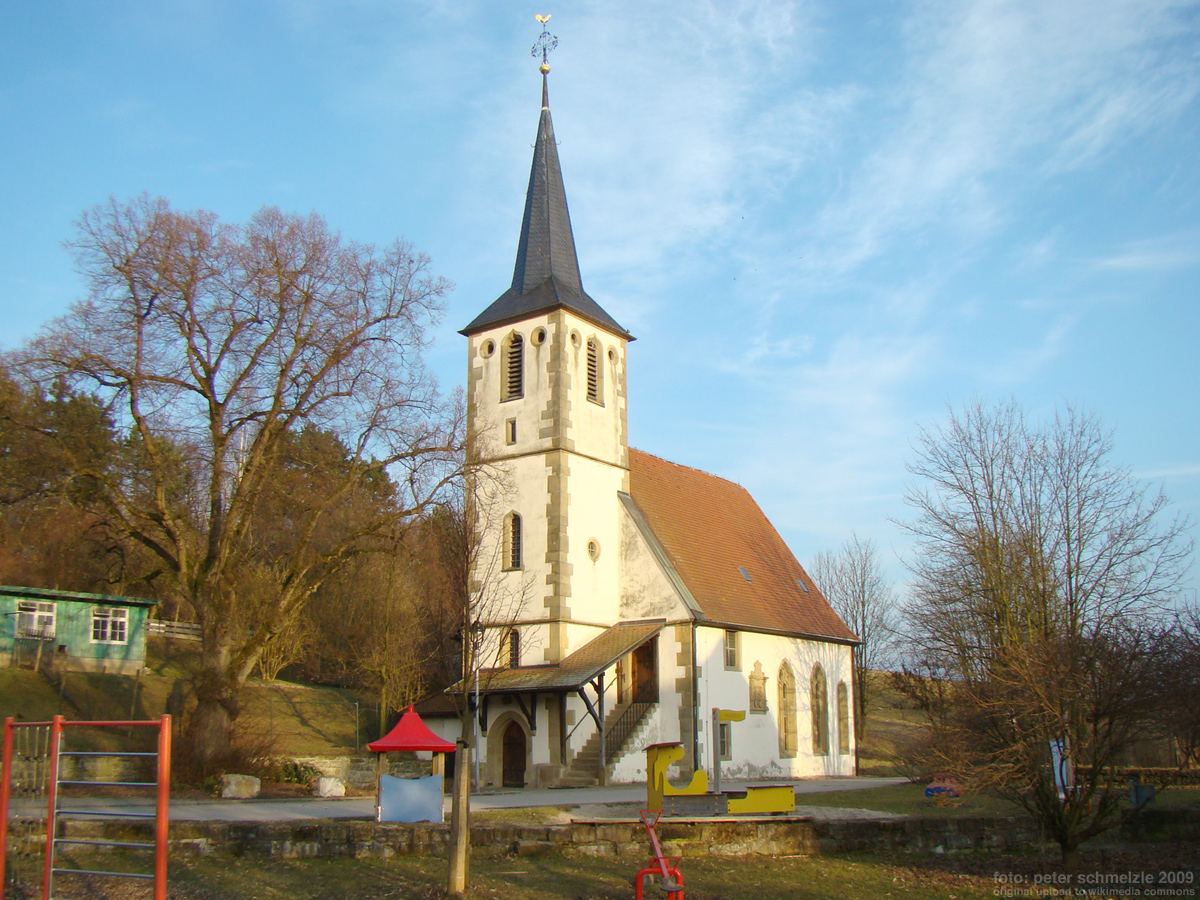
Evangelische Kirche

- Das Schloss Treschklingen wurde 1802 als Amtshaus erbaut und war das Hauptgebäude des einstigen Gutshofs. Da die Familie von Gemmingen es ab 1803 zeitweise selbst bewohnte, wurde 1806 in der Nähe des Schlossguts zum Ersatz das neue Amtshaus erstellt.
- Die Evangelische Kirche wurde 1582 anstelle einer älteren Kapelle errichtet. Im Inneren des Gebäudes sind mehrere historische Grabplatten erhalten.
- Beim Treschklinger Friedhof wurde 1839 die Gruftkapelle der Freiherren von Gemmingen als Privatkapelle und Grablege der 1764 wieder katholisch gewordenen Grundherrenfamilie errichtet.

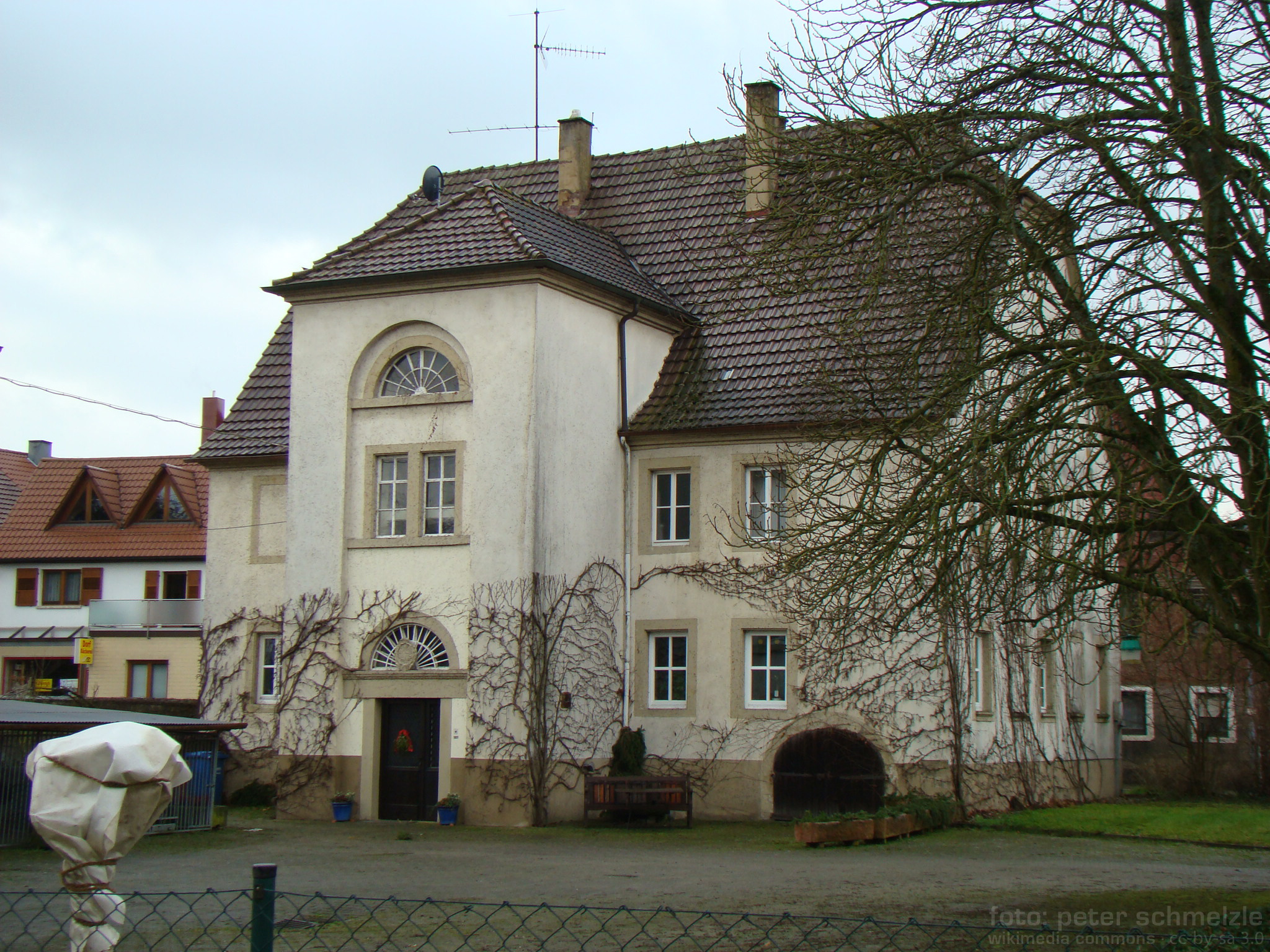
Gutshof Treschklingen mit Schlossgebäude von 1802
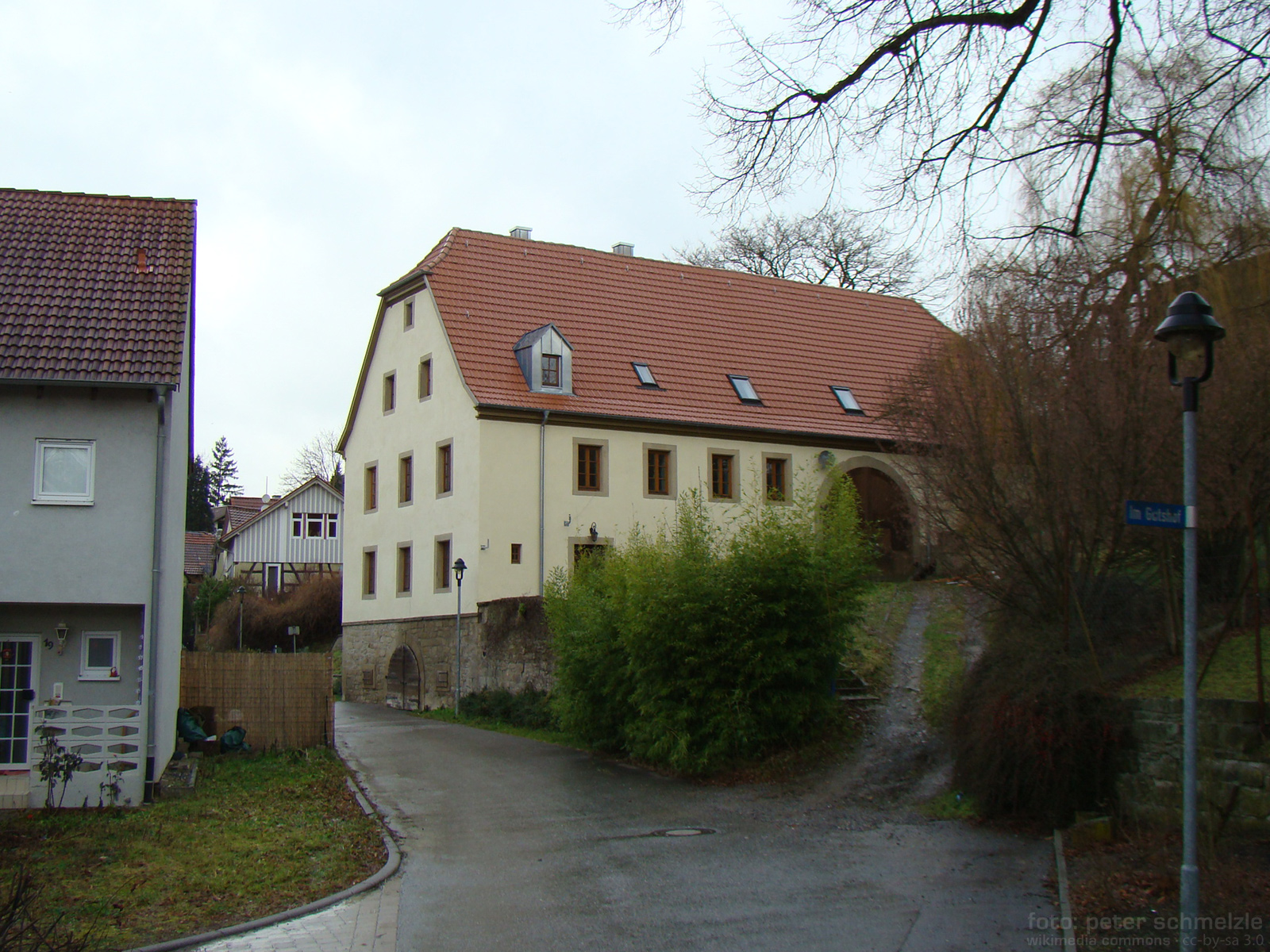
Gemmingensches Amtshaus von 1806
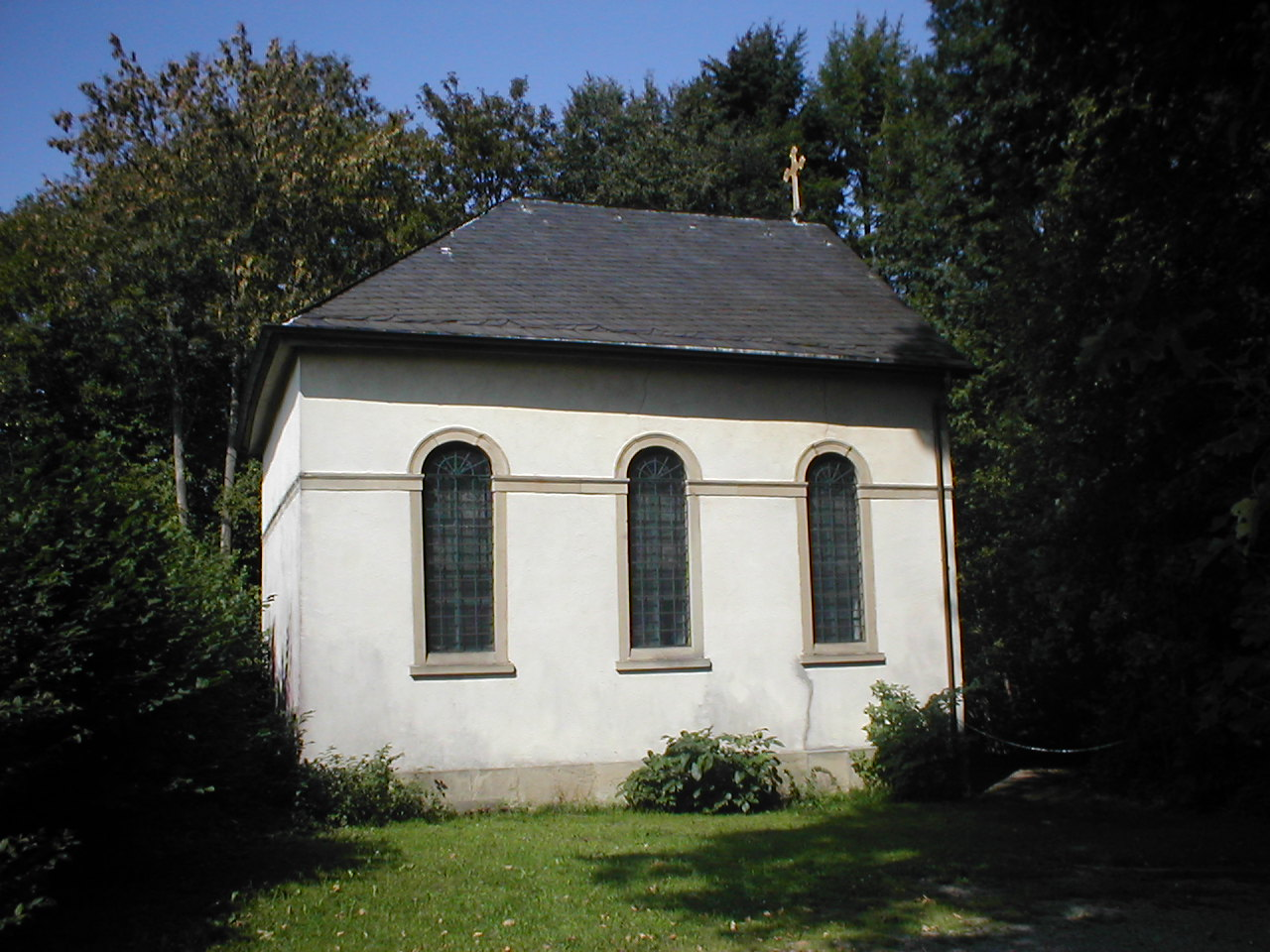
Gruftkapelle der Freiherren von Gemmingen

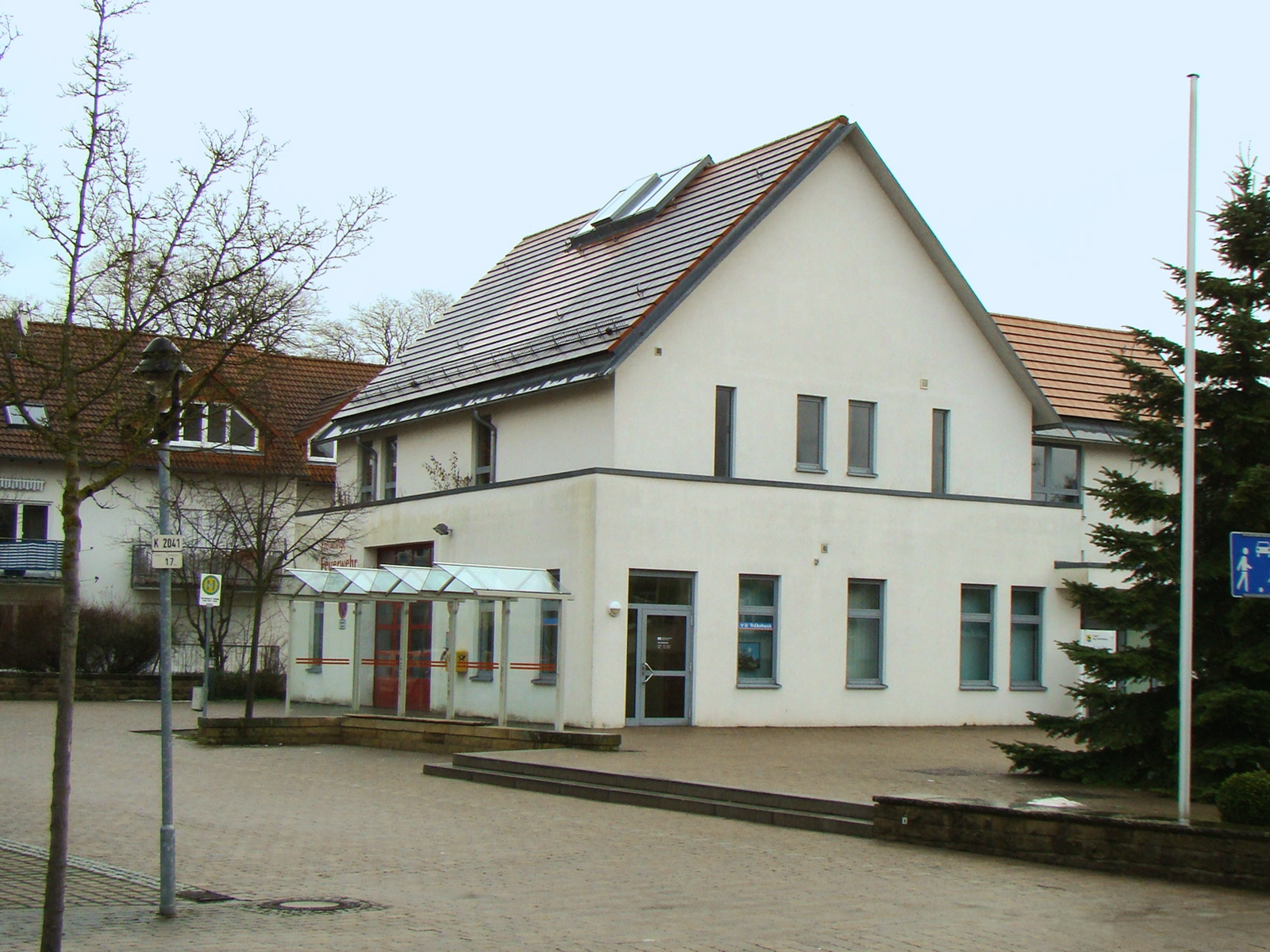
Das Bürgerbüro in Treschklingen wurde im Bereich des einstigen Gutshofs erbaut

- In der Ortsmitte befinden sich das ehemalige Rathaus von 1809 sowie das Pfarrhaus von 1854.
- Die auf dem Friedhof aufgestellten Kriegerdenkmale für die Gefallenen von 1870/71 und 1914/18 waren einst am Rathaus angebracht.

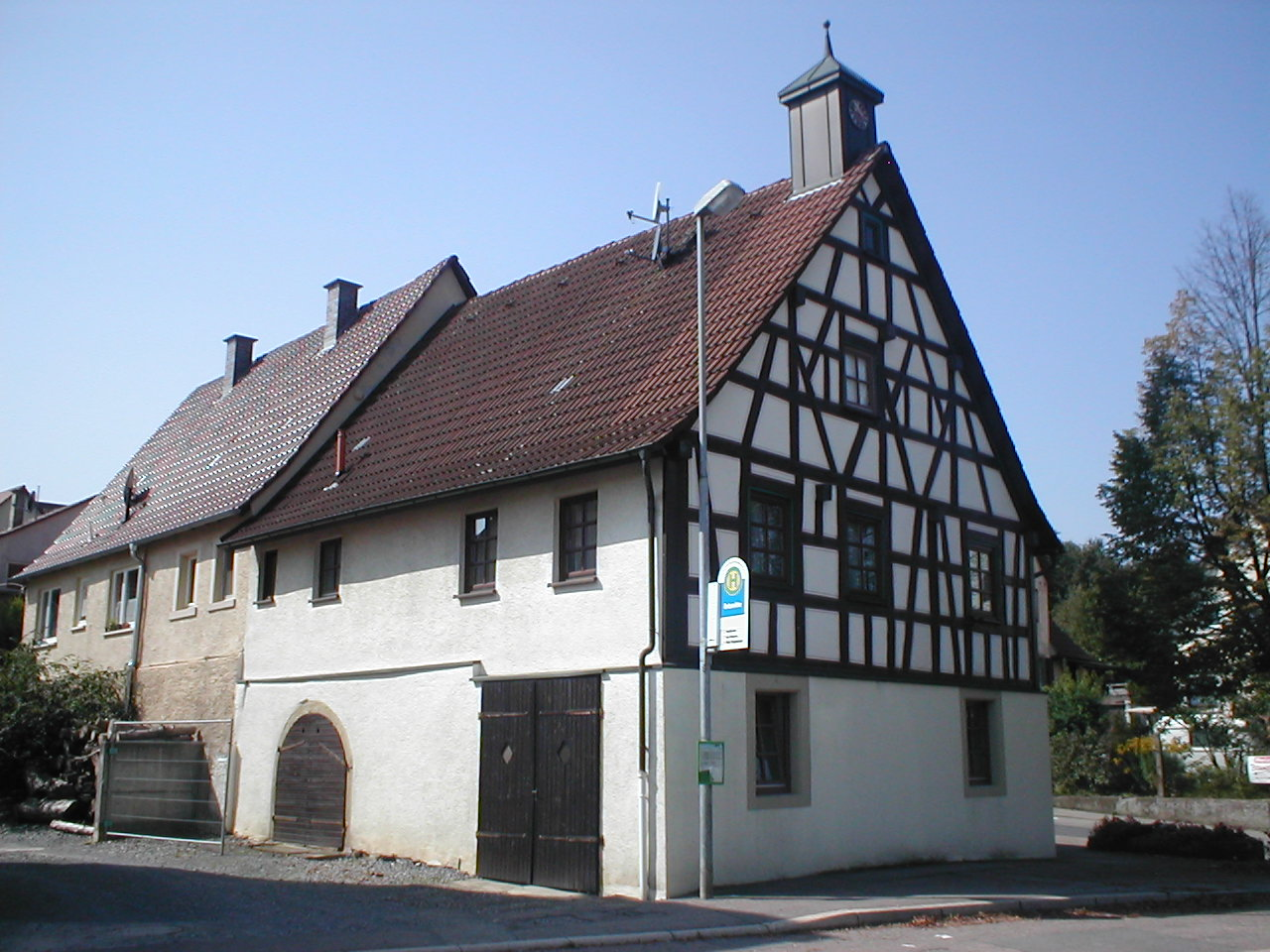
Altes Rathaus
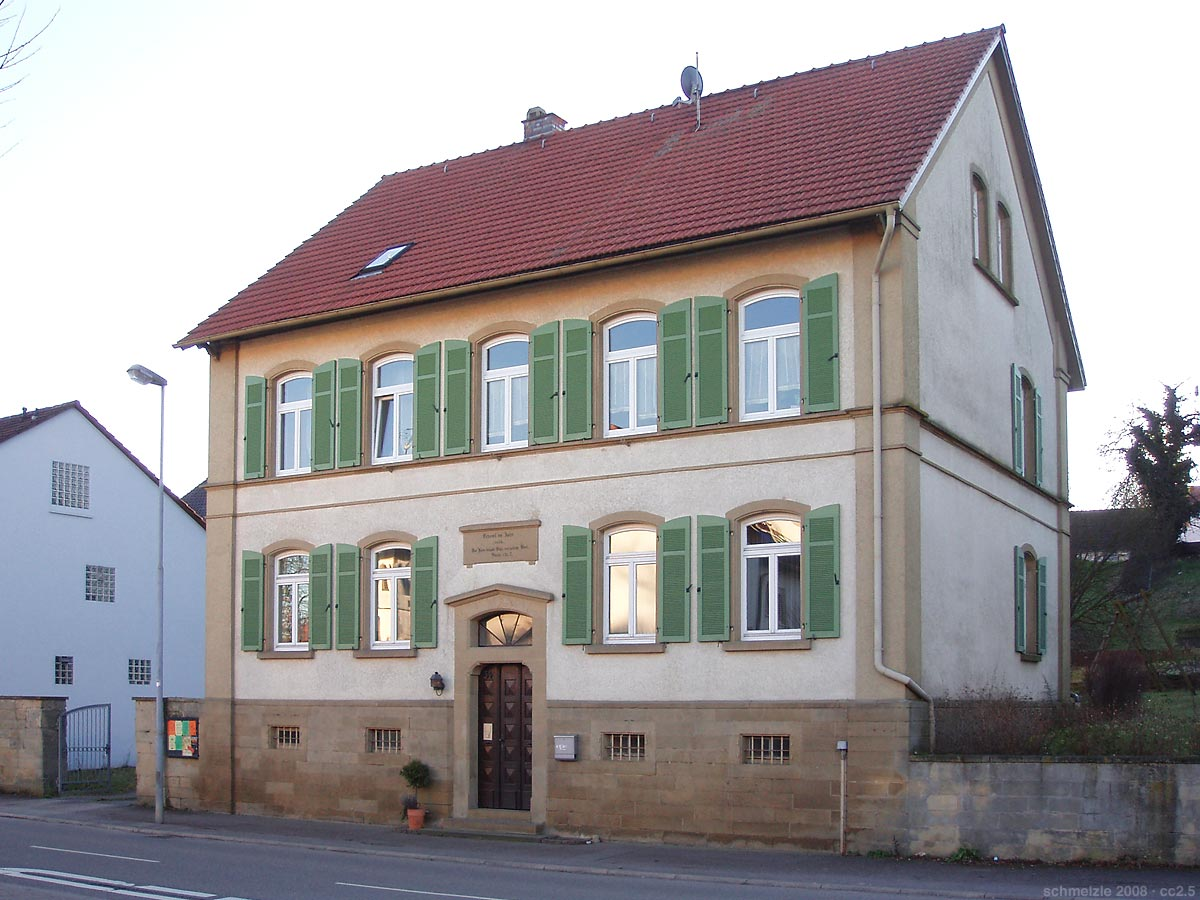
Pfarrhaus
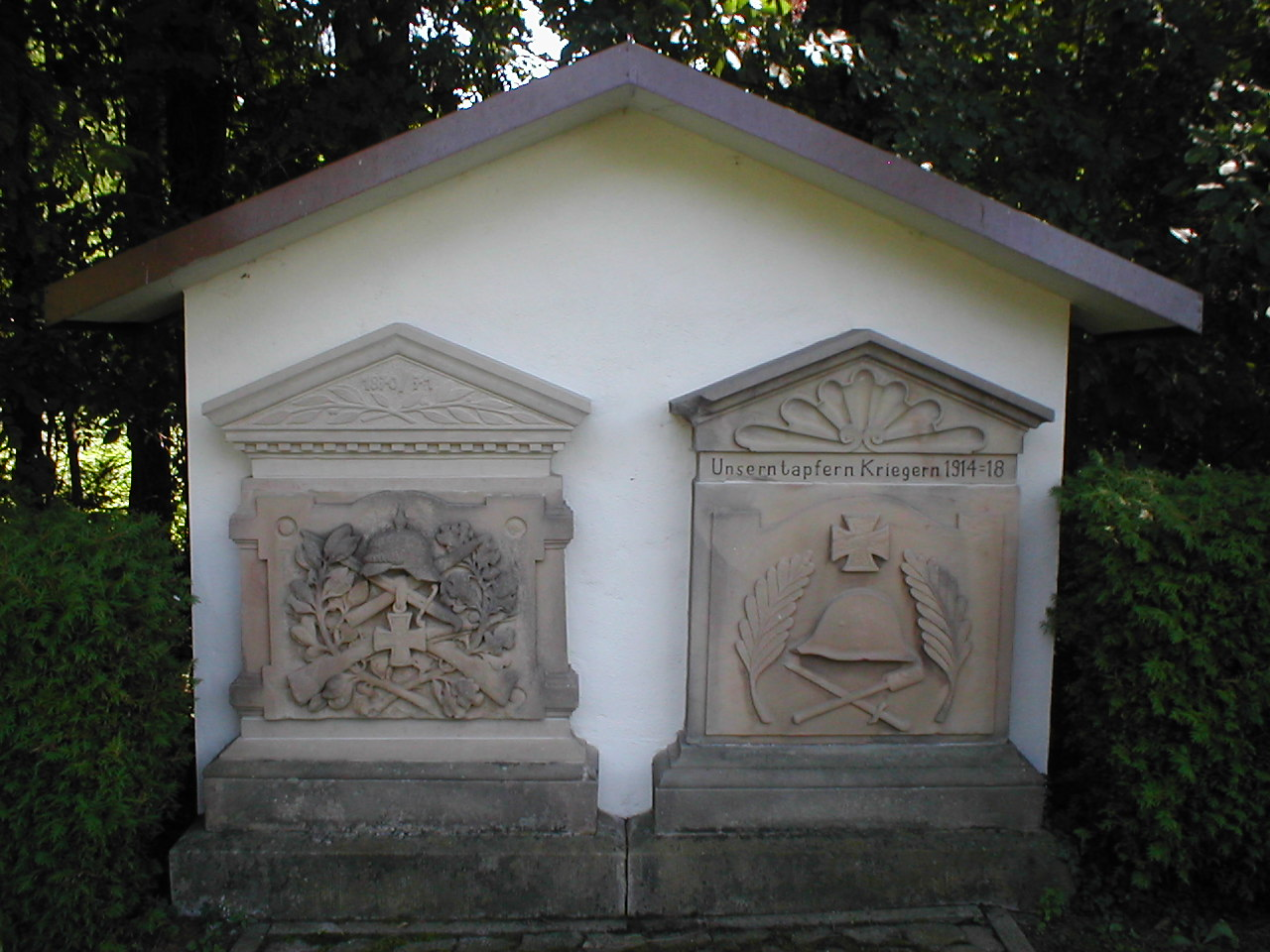
Kriegerdenkmale

## Persönlichkeiten
- Johann Heinrich Keppele (1716–1797), in Treschklingen geborener Auswanderer, erster Präsident der German Society of Pennsylvania
- Gustav von Gemmingen (1813–1894), Grundherr in Treschklingen, Bürg, Rappenau, Hoffenheim und Adersbach
- Jakob Friedrich Bengel (1817–1878), Gastwirt und Schultheiß in Treschklingen sowie Abgeordneter im Badischen Landtag
- Gustav Freiherr von Gemmingen-Hornberg (1925–2005), von 1954 bis 1970 Bürgermeister von Treschklingen und von 1967 bis 1969 Mitglied des Deutschen Bundestags